# Mondi sommersi
Mondi sommersi è il settimo album in studio del gruppo musicale italiano Litfiba, pubblicato il 2 gennaio 1997 dalla EMI italiana.
Il disco, dedicato all'acqua, è l'ultimo della cosiddetta tetralogia degli elementi, iniziata nel 1990 con l'uscita di El diablo.

## Descrizione
Il disco prosegue ed estende il lavoro che, tre anni prima, aveva portato all'uscita di Spirito, aprendo la produzione del gruppo a un rock più melodico e sperimentale, legato all'influenza delle musiche anglosassoni. Di quella che era la formazione originaria del 1980 sono ormai rimasti solo Piero Pelù e Ghigo Renzulli, che scrivono in coppia (Pelù i testi, Renzulli le musiche) nove degli undici brani (Dottor M. e Sparami sono invece attribuiti nel testo a Pelù e nella musica a entrambi). Alla linea strumentale classica della produzione della band e formata dall'insieme chitarra solista, basso, batteria, viene aggiunto l'uso di campionamenti e grooves, cercando quindi una commistione tra il linguaggio classico del rock e l'utilizzo dell'elettronica più moderna. Proprio quest'ultimo è uno degli elementi di maggiore interesse del disco, che riprendendo i Garbage è emerso fin dall'inizio come un disco assolutamente innovativo per la produzione del gruppo e del rock italiano fino a quel momento. Penultimo album assieme di Pelù e Renzulli, prima del successivo Infinito, fu quello che fece apprezzare alle grandi masse il gruppo fiorentino, vendendo in poco tempo quasi 500 000 copie anche grazie a quattro singoli (Ritmo 2#, Regina di cuori, Goccia a goccia e Imparerò) che ebbero grande riscontro radiofonico. Il disco è l'ottavo più venduto in Italia del 1997 ed ebbe un ottimo riscontro di vendite nel resto d'Europa. Le testimonianze del Mondi Sommersi tour sono negli album Croce e delizia sia in dvd e sia in cd fatte al filaforum Assago che però la scaletta è diversa sia in dvd che in cd e nella versione cd legacy edition dell’appunto album mondi sommersi dove contiene il live registrato del 30 maggio 1997 al Palastampa di Torino, dove viene anche ripreso in tv dalle camere di MTV.

## Temi
I testi, scritti interamente da Piero Pelù, si focalizzano soprattutto su temi già cari alla band, ma con un approccio più diretto e meno oscuro del passato: alcuni riguardano in modo frivolo i rapporti controversi con l'altro sesso (Regina di cuori); altri in modo caustico la situazione politica e sociale (L'esercito delle forchette); altri ancora in modo efficace la critica alla società attuale (Dottor M., Sparami) e la conseguente incitazione al desiderio di rivalsa e di liberazione dagli schemi sociali (Si può, Apri le tue porte). Non vanno poi dimenticati i testi legati all'esame di se stessi e dei propri sbagli cercando di migliorare (Imparerò e Goccia a goccia). Da questo elenco rimangono fuori il singolo di lancio del disco e l'omonima canzone di apertura, Ritmo 2# e Ritmo rispettivamente, e la goliardica In fondo alla boccia, una sorta di stralunato demo che chiude l'album. La tematica dell'album rimane tuttavia chiaramente l'acqua, con un continuo ritorno di termini chiave e l'incitazione a scoprire molteplici nature nelle situazioni più diverse, compresi i significati delle liriche. Un tema che la varietà del disco sembra a suo modo confermare, e che l'impasto sonoro stratificato e complesso invita a fare anche a livello musicale.

## La cover
La copertina dell'album mostra un bambino con un saio tibetano appena fuoriuscito da un fiume, riprendendo l'elemento della tetralogia cui appartiene l'album (l'acqua).
La foto è stata scattata al pontile nord di Bagnoli (Napoli)

## Tracce
CD - EMI Italiana (8557422)
Testi di Piero Pelù, musiche di Ghigo Renzulli, eccetto dove indicato.
1. Ritmo – 4:13
2. Imparerò – 3:27
3. Regina di cuori – 4:05
4. Goccia a goccia – 4:42
5. Si può – 4:34
6. Ritmo 2# – 4:34
7. L'esercito delle forchette – 5:12
8. Sparami – 4:38 (musica: Renzulli/Pelù)
9. Apri le tue porte – 4:12
10. Dottor M. – 5:05 (musica: Renzulli/Pelù)
11. In fondo alla boccia – 3:43

## Formazione
Gruppo
- Piero Pelù - voce
- Ghigo Renzulli – chitarra
- Roberto Terzani – tastiera, chitarra, campionamenti, cori
- Daniele Bagni – basso
- Franco Caforio – batteria
- Candelo Cabezas – percussioni elettroniche

Altri musicisti
- Dread Sisters – cori
- Antonio Aiazzi - tastiere sul finale di Dottor M.
- Centro Tempo Reale – convoluzioni sonore sul finale di Dottor M.

## Singoli
1. Ritmo 2# – promo pubblicato il 18 dicembre 1996,[6] accompagnato da un videoclip.
2. Regina di cuori – promo accompagnato da un videoclip.
3. Goccia a goccia – promo accompagnato da un videoclip
4. Imparerò – promo

## Classifiche

### Classifiche settimanali
| Classifica (1997) | Posizione massima |
| ----------------- | ----------------- |
| Italia            | 1                 |
| Svizzera          | 39                |

### Classifiche di fine anno
| Classifica (1997) | Posizione |
| ----------------- | --------- |
| Europa            | 80        |
| Italia            | 8         |